# Karen Cliche
Karen Cliche (Sept-Îles, 22 luglio 1976) è un'attrice canadese, che ha recitato nella serie televisiva Mutant X nei panni di Lexa Pierce e in Adventure Inc., dove ricopre il ruolo di Mackenzie Previn; nel 2009 è nel cast di Saw VI, dove recita la parte di Shelby, una delle sei vittime della "trappola della giostra".

## Filmografia parziale

### Cinema
- Riders - Amici per la morte (Riders), regia di Gérard Pirès (2002)
- Saw VI, regia di Kevin Greutert (2009)
- Thanksgiving, regia di Eli Roth (2023)

### Televisione
- Adventure Inc. - serie TV, 22 episodi (2002-2003)
- Mutant X - serie TV, 22 episodi (2003-2004)
- Passioni pericolose (Flirting with Danger), regia di Richard Roy – film TV (2006)

## Doppiatrici italiane
- Chiara Colizzi in Riders - Amici per la morte
- Roberta Pellini in Adventure Inc.
- Claudia Balboni in Mutant X